# Ипико
Ипико (Epai, Higa, Ipikoi) — папуасский язык анимской семьи, на котором говорят в деревнях Баимуру, Ипико, Пахемуба около реки Пиэ провинции Гульф в Папуа — Новой Гвинее. У языка есть диалекты ибиго (почти исчез), эва. Также он связан с языками минанибаи и мубами.